# Екстензија
Екстензија (енгл. extension) је додатак на име датотеке и служи да укаже на врсту њеног садржаја.
Екстензија се обично састоји од тачке и три слова, мада број слова предвиђених за екстензију може бити већи. Екстензија датотеке се у неким случајевима назива „презиме датотеке“.
Постоје стотине различитих екстензија датотека. Пример је често виђена датотека „readme.txt“, код које је „readme“ име, а „.txt“ екстензија (презиме).
Екстензија је веома битна у оперативном систему јер помођу ње систем одређује којим програмом ће отворити датотеку.

## Врсте екстензија
Датотеке са само једноставним текстом имају екстензију .txt. Овакве датотеке се отварају у текстуалним уређивачима, као нпр. Notepad.
Сложеније текстуалне датотеке, документи, имају екстензију .doc ; .rtf или .docx. Датотеке са овим екстензијама су креиране у Microsoft Word-у.
Посебне врсте текстуалних датотека које се отварају у програму Аdobe Аcrobat имају екстензију .pdf.
Датотеке које садрже податке сортиране таблицама које врше одређене прорачуне, цртају графиконе и приказују исплате буџета, најчешће се креирају у програму Microsoft Excel и имају екстензију .xls.
Програм Мicrosoft Access базе података креира датотеке са екстензијом .mdb.
Најчешће коришћени софтвер за креирање презентација је Microsoft Power Point. Екстензије датотека креираних у овом програму је .ppt или .pttx
Слике и видео снимци снимају се у различитим форматима. Најчешћи формати су: .bmp ; .jpg ; .gif и .tif док су најчешћи видео формати: .mov ; .avi и .mpeg.
Компресовани аудио записи најчешће имају екстензију .mp3, а некомпресовани најчешће .wav (ово је најчешће неки звук Windows система).
При компресовању неких података, могући су губици. То значи да, када се датотека компресује и поново декомпресује, неће се добити идентична датотека. Датотеке које садрже такве компресоване податке без губитака обично имају екстензију: .zip ; .arj ; .rar или .lha у зависности од тога који се програм користи за компресију.
Ако корисник преузме интернет страницу, датотека са његовим садржајем ће имати .html или .mht екстензију.
Извршни програми имају екстензију .еxе ; .cом или .bat .
Оперативни систем или неки програми који се често извршавају могу креирати привремене датотеке које су тренутно потребне за рад. Када им више нису потребне, они ће их избрисати. Ове датотеке могу имати велики број различитих екстензија, а најчешће је .tmp (од енглеске речи temp која значи „привремени“).

## Разврставање екстензија
Екстензије се могу разврстати у неколико група:

### Екстензије аудио датотека
- .aif
- .cda
- .mid или .midi
- .mp3
- .mpa
- .ogg
- .wav
- .wma
- .wpl

### Екстензије компресованих датотека
- .7z
- .arj
- .deb
- .pkg
- .rar
- .rpm
- .tar.gz
- .z
- .zip

### Екстензије диск датотека
- .bin
- .dmg
- .iso
- .toast
- .vcd

### Екстензије датотека базе података
- .csv
- .dat
- .db или .dbf
- .log
- .mdb
- .sav
- .sql
- .tar
- .xml

### Екстензије извршних датотека
- .apk
- .bat
- .bin
- .cgi или .pl
- .com
- .exe
- .gadget
- .jar
- .py
- .wsf

### Екстензије фонтских датотека
- .fnt
- .fon
- .otf
- .ttf

### Екстензије сликовних датотека
- .ai
- .bmp
- .gif
- .ico
- .jpg или .jpeg
- .png
- .ps
- .psd
- .svg
- .tif или .tiff

### Екстензије повезане (сродне) са интернет датотекама
- .asp или .aspx
- .cer
- .cfm
- .cgi или .pl
- .css
- .htm и .html
- .js
- .jsp
- .part
- .php
- .py
- .rss
- .xhtml

### Екстензије презентационих датотека
- .key — презентација
- .odp — презентација
- .pps — Power Point слајд-шоу (slide show)
- .ppt — презентација
- .pptx — презентација

### Екстензије датотека за програмирање
- .c
- .class
- .cpp
- .cs
- .h
- .java
- .sh
- .swift
- .vb

### Екстензије датотека — табела
- .ods
- .xlr
- .xls
- .xlsx

### Екстензије системских датотека
- .bak
- .cab
- .cfg
- .cpl
- .cur
- .dll
- .dmp
- .drv
- .icns
- .ico
- .ini
- .lnk
- .msi
- .sys
- .tmp

### Екстензије видео датотека
- .3g2
- .3gp
- .avi
- .flv
- .h264
- .m4v
- .mkv
- .mov
- .mp4
- .mpg или .mpeg
- .rm
- .swf
- .vob
- .wmv

### Екстензије текстуалних датотека
- .doc или .docx
- .odt
- .pdf
- .rtf
- .tex
- .txt
- .wks или .wps
- .wpd

## Како омогућити приказивање екстензија у Виндоусу
Приказивање екстензија можете укључити овде:
- Прво идете на Search;
- затим упишите File Explorer Options;
- у искачућем прозору уђите на таб View;
- затим искључите опцију Hide extensions for known file types.

## Програми и екстензије
Екстензија је веома битна у оперативном систему јер помоћу ње систем одређује којим програмом ће отворити датотеку.
Постоје много програма који могу отворити један тип датотеке.
Пример: Датотеку формата .mp3 могу отворити програми Windows Media Player, Winamp, Bs Player...
Ако желите да промените програм којим отварате неку датотеку или неки тип датотеке пратите следеће кораке:
- Селектујте курсором датотеку и кликните десни тастер миша или -а;
- ставите миш на опцију Open with и у искачућем менију одаберите Choose another app;
- у следећем прозору одаберите жељени програм (ако желите да се он увек користи за отварање тог типа датотека укључите опцију Always use this app to open ?????? files;[2]
- затим кликните Ok и успешно сте променили програм за отварање датотеке (типа датотека).